# Zhang Yuchu
Zhang Yuchu chinesisch 张宇初, Pinyin Zhāng Yǔchū; (* 1361; † 1410) war der 43. Himmelsmeister und Patriarch des Zhengyi-Daoismus. 1406 erhielt er vom Ming-Kaiser Yongle den Auftrag zur Kompilation des Daoistischen Kanons (Daozang).